# Атаманенко, Сергей Сергеевич
Сергей Сергеевич Атаманенко (укр. Сергій Сергійович Атаманенко; род. 1979) — украинский спортсмен-паралимпиец, Заслуженный мастер спорта Украины (2006), рекордсмен мира.

## Биография
Родился 22 октября 1979 года во Львове Украинской ССР.
Окончил школу и профессиональное училища № 22, получив профессию заготовщика обуви. В 1997 году Сергей поехал в гости к бабушке, чтобы отдохнуть и помочь ей по хозяйству. Когда косил траву, получил травму ноги, которая оказалась серьёзной — операция получилась неудачной, началась газовая гангрена, пришлось ногу ампутировать. Школьная учительница Сергея, хорошо знавшая Олега Петровича Ильяшенко — тренера, работавшего с паралимпийцами, рассказала ему про случившуюся с юношей беду. После длительных уговоров Сегей Атаманенко согласился заняться луком.
Начал тренироваться в секции стрельбы из лука с нарушением опорно-двигательного аппарата при кафедре физического воспитания Львовского медицинского университета. Его тренерами были Олег Ильяшенко и Михаил Хускивадзе. Работает лаборантом на этой же кафедре.
К Паралимпиаде 2016 года Сергей Атаманенко готовился вместе с новым тренером — Константином Школьным.

## Достижения
- Серебряный призёр Паралимпийских игр в Сиднее (2000), участник Паралимпийских игр в Афинах (2004) и Пекине (2008).
- Чемпион мира (Италия, 2005) и серебряный призёр (Испания, 2003) в составе сборной команды Украины, а также бронзовый призёр в личном зачёте.
- Чемпион летнего (Чехия, 2006) и зимнего (Бельгия, 2006) чемпионатов Европы.